# Casa Emmer

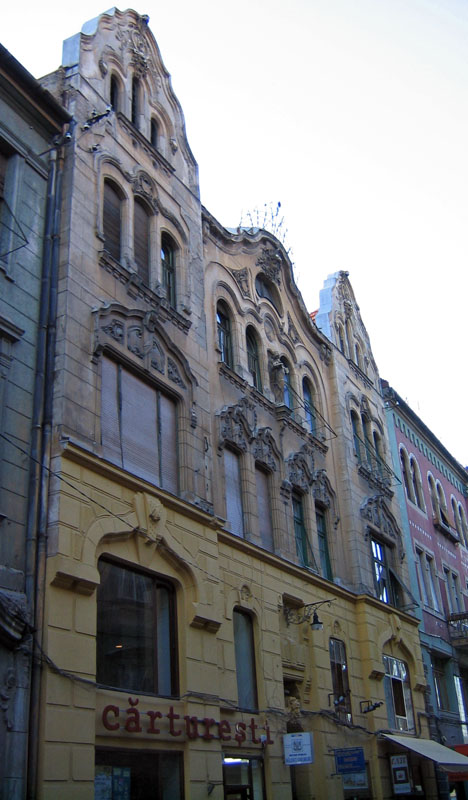
Casa Emmer, vedere din strada Mercy

Casa Emmer este o clădire istorică din centrul Timișoarei. A fost construită îm 1908 după planurile arhitectului László Székely. Este lipită de Casa Brück, creație a aceluiași arhitect. Stilul construcției este eclectic și Art Nouveau.